# Wayne Dowell
Wayne Anthony Dowell (sinh ngày 28 tháng 12 năm 1973) là một cựu cầu thủ bóng đá người Anh thi đấu ở vị trí hậu vệ trái. Ông thi đấu ở Football League cho Burnley, Carlisle United, Rochdale và Doncaster Rovers.